# ديك ماكورميك
ديك ماكورميك (بالإنجليزية: Dick McCormick)‏ (9 سبتمبر 1968 بسياتل في الولايات المتحدة - ) هو مدرب كرة قدم ولاعب كرة قدم أمريكي في مركز الوسط. لعب مع بورتلاند تِمبرز ‏ وSeattle Sounders (1994–2008) ‏ وCanton Invaders ‏ وFlorida ThunderCats ‏ وPortland Pride ‏ وSeattle SeaDogs ‏ وTacoma Stars (1983–1992) ‏.